# The Walking Dead (serie de televisión)
The Walking Dead es una serie de televisión estadounidense de drama horror postapocalíptico de AMC basada en la serie de cómics homónima de Robert Kirkman, Tony Moore y Charlie Adlard.  
Basada en el cómic escrito por Robert Kirkman, este intenso drama sigue las vidas de un grupo de sobrevivientes que, constantemente en movimiento, buscan desesperadamente un refugio seguro en medio de un apocalipsis zombi. Sin embargo, la lucha diaria por mantenerse con vida los empuja a enfrentar no solo los horrores del mundo exterior, sino también los oscuros rincones de la naturaleza humana. A medida que la presión aumenta, algunos sucumben a la crueldad y descubren que el miedo puede ser aún más letal que los zombis que los rodean. Los conflictos interpersonales se convierten en una amenaza más peligrosa para su supervivencia que los propios caminantes que acechan en las calles. 
Andrew Lincoln interpretó al personaje principal de la serie, Rick Grimes, hasta su partida durante la novena temporada. Otros miembros del elenco de larga data son Norman Reedus, Melissa McBride, Lauren Cohan, Danai Gurira, Chandler Riggs, Steven Yeun, Christian Serratos, Josh McDermitt, Seth Gilliam, Ross Marquand y Jeffrey Dean Morgan. The Walking Dead fue producida por AMC Studios en el estado de Georgia y la mayoría de las filmaciones tienen lugar en los grandes espacios al aire libre de Riverwood Studios, cerca de Senoia (Georgia). Fue adaptada del cómic por Frank Darabont, quien también fue el showrunner de la primera temporada. Sin embargo, conflictos entre Darabont y AMC forzaron su salida de la serie, que actualmente está sujeta a múltiples demandas por parte de Darabont y otros. Después de Darabont, Glen Mazzara, Scott M. Gimple y Angela Kang han servido como showrunners.
The Walking Dead se estrenó el 31 de octubre de 2010. Se emitía exclusivamente en AMC en los Estados Unidos e internacionalmente a través de Fox Networks Group y Disney+. La décima temporada se estrenó el 6 de octubre de 2020 y se ha renovado hasta la undécima temporada. A partir de su tercera temporada, The Walking Dead ha atraído a más espectadores de 18 a 49 años que cualquier otra serie de televisión por cable o red abierta, aunque la audiencia ha disminuido en las últimas temporadas. En general, la serie ha sido bien recibida por los críticos. Ha sido nominada a varios premios, incluido el Premio WGA por Mejor nueva serie y el Premio Globo de Oro por Mejor serie de televisión de drama.
AMC ha continuado expandiendo la franquicia y los medios relacionados, con las series derivadas, Fear the Walking Dead (2015–2023); con 8 temporadas, The Walking Dead: World Beyond (2020–2021); la serie antológica, Tales of the Walking Dead (2022), para presentar historias de fondo de personajes individuales; The Walking Dead: Dead City (2023–), centrada en Maggie Greene y Negan;  The Walking Dead: Daryl Dixon (2023-), centrada en Daryl Dixon y Carol Peletier, y The Walking Dead: The Ones Who Live (2024-), centrada en Rick Grimes  y Michonne Hawthorne, aparte de múltiples videojuegos.
The Walking Dead concluyó con el episodio "Rest in Peace" el 20 de noviembre de 2022.

## Resumen
The Walking Dead tiene lugar antes del inicio de un apocalipsis zombi mundial. Los zombis, coloquialmente llamados «Caminantes», se arrastran hacia los humanos vivos y otras criaturas para usarlos; se sienten atraídos por ellos, como los sonidos fuertes, y por diferentes aromas de seres vivos, por ejemplo humanos o animales. Aunque inicialmente parece que solo los humanos que son mordidos o arañados pueden convertirse en otros caminantes, se revela al principio de la serie que todos los humanos vivos portan el patógeno responsable de la mutación. La mutación se activa después de la muerte del huésped del patógeno, y la única forma de matar permanentemente a un caminante es dañar su cerebro o destruir el cuerpo, como incinerándolo.
La serie se centra en el ayudante del sheriff Rick Grimes, quien se despierta de un coma. Mientras está en coma, el mundo ha sido tomado por «zombis». Se convierte en el líder de un grupo de sobrevivientes de la región de Atlanta, Georgia, mientras intentan sostenerse y protegerse no solo contra los ataques de los caminantes, sino también por otros grupos de sobrevivientes dispuestos a usar cualquier medio necesario para mantenerse con vida.

## Temporadas
| Temporada | Temporada | Episodios | Episodios | Emisión original      | Emisión original        |
| Temporada | Temporada | Episodios | Episodios | Primera emisión       | Última emisión          |
| --------- | --------- | --------- | --------- | --------------------- | ----------------------- |
|           | 1         | 6         | 6         | 31 de octubre de 2010 | 5 de diciembre de 2010  |
|           | 2         | 13        | 13        | 16 de octubre de 2011 | 18 de marzo de 2012     |
|           | 3         | 16        | 16        | 14 de octubre de 2012 | 31 de marzo de 2013     |
|           | 4         | 16        | 16        | 13 de octubre de 2013 | 30 de marzo de 2014     |
|           | 5         | 16        | 16        | 12 de octubre de 2014 | 29 de marzo de 2015     |
|           | 6         | 16        | 16        | 11 de octubre de 2015 | 3 de abril de 2016      |
|           | 7         | 16        | 16        | 23 de octubre de 2016 | 2 de abril de 2017      |
|           | 8         | 16        | 16        | 22 de octubre de 2017 | 15 de abril de 2018     |
|           | 9         | 16        | 16        | 7 de octubre de 2018  | 31 de marzo de 2019     |
|           | 10        | 22        | 22        | 6 de octubre de 2019  | 4 de abril de 2021      |
|           | 11        | 24        | 24        | 22 de agosto de 2021  | 20 de noviembre de 2022 |

### Temporada 1 (2010)
El ayudante del sheriff, Rick Grimes del condado de King en Georgia, se despierta de un coma descubriendo un mundo invadido por zombis ("caminantes"). Después de hacerse amigo de Morgan Jones, Rick viaja solo a Atlanta para encontrar a su esposa Lori, su hijo, Carl, y su compañero policía y mejor amigo, Shane Walsh, y se encuentra con otros sobrevivientes. El grupo viaja a los Centros para el control de enfermedades (CDC), pero el único miembro restante del CDC descubre que no existe cura para la pandemia.

### Temporada 2 (2011-2012)
Viajando desde Atlanta, el grupo de Rick se refugia en la granja de Hershel Greene mientras buscan a la hija desaparecida de Carol Peletier, Sophia. La tensión entre los sobrevivientes empeora después de que se descubre que Hershel ha mantenido a amigos y familiares convertidos en zombis, incluida Sophia, en su establo. Rick se entera de que Shane y Lori estaban involucrados sentimentalmente al comienzo del apocalipsis, y la amistad de Shane y Rick se desquita cada vez más cuando Lori revela que está embarazada. Rick finalmente se ve obligado a matar a Shane en defensa propia. El ruido atrae a los caminantes, obligando al grupo de Rick y a la familia sobreviviente de Hershel a evacuar la granja.

### Temporada 3 (2012-2013)
Ocho meses después de huir de la granja de Hershel, el grupo de Rick encuentra una prisión, que limpian de los caminantes para hacerla su nuevo hogar, donde Lori muere en el parto durante un ataque. Mientras tanto, Andrea es rescatada por Michonne y las dos descubren Woodbury, una ciudad fortificada dirigida por un hombre conocido como el Gobernador, quien se entera del grupo de Rick en la prisión, lo que lleva a conflictos entre ellos. El grupo de Rick finalmente ataca y destruye Woodbury, pero el Gobernador escapa. Los ciudadanos de Woodbury se mudan con el grupo de Rick en la prisión, Andrea es mordida y se suicida.

### Temporada 4 (2013-2014)
Varios meses después del ataque del Gobernador, una gripe mortal mata a muchas de las personas en la prisión. El Gobernador encuentra a Martínez, su antigua mano derecha y lo mata, se hace cargo de su nuevo grupo y ataca la prisión. El grupo de Rick se ve obligado a separarse y huir, pero no antes de que Hershel y el Gobernador sean asesinados. Los sobrevivientes se dividen, enfrentan sus propias pruebas y se encuentran con nuevas caras antes de encontrar signos que apuntan a un refugio seguro llamado Terminus. Uno por uno, se reúnen en Terminus, pero todo el grupo es capturado con algún propósito desconocido.

### Temporada 5 (2014-2015)
Los residentes de Terminus se han convertido en caníbales. Carol lidera un ataque que libera al grupo de Rick. Beth Greene y Carol, son heridas y retenidas contra su voluntad en el Grady Memorial Hospital, dirigido por policías corruptos y un médico. Beth muere al recibir un disparo en la cabeza, pero Carol sobrevive y Noah se une al grupo. Tyreese muere intentando ayudar a Noah. Un extraño llamado Aaron se les acerca, invitándolos a unirse a una comunidad fortificada llamada Alexandría dirigida por Deanna Monroe. Se sienten seguros, pero rápidamente se dan cuenta de que los residentes no están preparados para hacer lo que sea necesario para sobrevivir. Rick conoce a una mujer llamada Jessie Anderson y descubre que su esposo es un abusador. Durante un conflicto, Rick lo ejecuta con el permiso de Deanna. Morgan llega inesperadamente, presenciando la ejecución de Rick del esposo abusador.

### Temporada 6 (2015-2016)
Los residentes de Alexandría confían en el grupo de Rick para proteger a la comunidad. Un grupo conocido como los Lobos usa una horda de caminantes para atacar Alexandría, y Deanna y toda la familia Anderson (entre otros) son asesinados. Mientras se recupera, en Alexandría se enteran de la existencia de una comunidad llamada Hilltop. Un hombre llamado Jesús los invita a intercambiar suministros con Hilltop si pueden ayudar a poner fin a la amenaza de los extorsionistas Salvadores liderados por un hombre llamado Negan. Aunque el grupo de Rick derrota un puesto de avanzada de los Salvadores, Negan los atrapa y los obliga a trabajar para él.

### Temporada 7 (2016-2017)
Negan asesina brutalmente a Glenn Rhee y Abraham Ford, iniciando su gobierno sobre Alexandría. Sus acciones inicialmente llevan a Rick a someterse, pero Michonne lo persuade para que se defienda. Se encuentran con una comunidad llamada el Reino y les piden ayuda. Carol y Morgan se hacen amigos del rey Ezekiel, el líder del Reino, mientras que Maggie Greene y Sasha Williams se reúnen en Hilltop. Rosita Espinosa y Eugene Porter hacen una bala para matar a Negan. Cuando la bala es bloqueada por Lucille, el bate de béisbol de Negan, Negan recluta a la fuerza a Eugene como Salvador. Los Salvadores y los Scavengers atacan Alexandría, pero son repelidos por el sacrificio de Sasha y la ayuda de los soldados del Reino y Hilltop.

### Temporada 8 (2017-2018)
Rick, Maggie y Ezekiel reúnen a sus comunidades en una guerra contra Negan y los Salvadores. Las pérdidas son fuertes en ambos lados y muchos de los soldados del Reino son asesinados. Alexandría cae en un ataque de los Salvadores, y Carl es mordido por un caminante. Antes de sacrificarse a sí mismo, Carl convence a Rick de terminar la guerra y reiniciar la sociedad nuevamente. Negan intenta aniquilar a Rick y sus aliados en una batalla final, pero Eugene frustra su plan saboteando las balas de los Salvadores. Rick luego hiere a Negan. Contra los deseos de Maggie, Negan es salvado y encarcelado, poniendo fin a la guerra.

### Temporada 9 (2018-2019)
Dieciocho meses después de la caída de Negan, Rick propone construir un puente para facilitar el comercio, pero esto genera más resentimiento. Al parecer, Rick muere cuando destruye el puente para evitar una invasión de caminantes. Seis años después, su ausencia desencadena un conflicto entre las comunidades, y una nueva amenaza que controla caminantes llamada Susurradores exige que los sobrevivientes no pisen su territorio. Su líder, Alpha, ha adquirido una gran horda de caminantes que ella desatará si lo hacen. Después de que su hija Lydia abandona el grupo de su madre por el Reino, Alpha la rechaza y asesina a Tara Chambler, Enid y a muchos residentes durante una feria.

### Temporada 10 (2019-2021)
Alpha comienza a sabotear las comunidades con ataques de caminantes aparentemente aleatorios. Bajo las órdenes de Carol, Negan se infiltra en los Susurradores y asesina a Alpha. Su mano derecha, Beta, toma el mando de los Susurradores, pero él y la horda son derrotados por los sobrevivientes. Eugene dirige un grupo a Virginia Occidental para conocer a un nuevo grupo de sobrevivientes. Mientras tanto, Michonne viaja al norte para buscar a Rick después de encontrar pruebas de que sobrevivió a su aparente muerte.

### Temporada 11 (2021-2022)
AMC anunció la renovación de The Walking Dead para una undécima temporada el 5 de octubre de 2019. La misma estaba originalmente planeada para estrenarse en octubre de 2020, pero la producción se retrasó debido a la pandemia de COVID-19. AMC confirmó en septiembre de 2020 que la serie concluiría con la undécima temporada, que abarcaría 24 episodios a lo largo de dos años de emisión. Se estrenó el 22 de agosto de 2021.
El grupo comandado por Daryl y Maggie se interna en una búsqueda por provisiones al antiguo hogar de Maggie, que han ocupado un nuevo y malvado grupo llamado "The Reapers". Entre Negan y Maggie surgen chispas y están tirándose al cuello el otro a la primera de cambio. Mientras tanto, en la Commonwealth, Eugene y su grupo han pasado las pruebas y comienzan a sentirse integrados, pero hay cosas que no terminan de cuadrarles. Tras la caída de "The Reapers" y la destrucción parcial del muro de Alexandría, los Alexandrinos y Hilltop se mudan a vivir a Commonwealth, por sugerencia de Eugene y a insistencia de la Commonwealth, aunque hay algunos miembros que no están muy contentos con el cambio.

## Elenco y personajes
| Actor                  | Personaje                  | Temporada      | Temporada      | Temporada      | Temporada      | Temporada      | Temporada      | Temporada      | Temporada      | Temporada      | Temporada      | Temporada |
| Actor                  | Personaje                  | 1              | 2              | 3              | 4              | 5              | 6              | 7              | 8              | 9              | 10             | 11        |
| ---------------------- | -------------------------- | -------------- | -------------- | -------------- | -------------- | -------------- | -------------- | -------------- | -------------- | -------------- | -------------- | --------- |
| Andrew Lincoln         | Rick Grimes                | Principal      | Principal      | Principal      | Principal      | Principal      | Principal      | Principal      | Principal      | Principal      | F              | I.E.      |
| Jon Bernthal           | Shane Walsh                | Principal      | Principal      | I.E.           |                |                |                |                |                | I.E.           |                | Flashback |
| Sarah Wayne Callies    | Lori Grimes                | Principal      | Principal      | Principal      |                |                |                | F              |                | Voz            |                | Flashback |
| Laurie Holden          | Andrea Harrison            | Principal      | Principal      | Principal      | Principal      |                |                |                |                |                | F              | Voz       |
| Jeffrey DeMunn         | Dale Horvath               | Principal      | Principal      |                |                |                |                |                |                |                |                | Flashback |
| Steven Yeun            | Glenn Rhee                 | Principal      | Principal      | Principal      | Principal      | Principal      | Principal      | Principal      |                |                | F              | Voz       |
| Chandler Riggs         | Carl Grimes                | Principal      | Principal      | Principal      | Principal      | Principal      | Principal      | Principal      | Principal      |                | F              | Voz       |
| Norman Reedus          | Daryl Dixon                | R              | Principal      | Principal      | Principal      | Principal      | Principal      | Principal      | Principal      | Principal      | Principal      | Principal |
| Lauren Cohan           | Maggie Greene              |                | R              | Principal      | Principal      | Principal      | Principal      | Principal      | Principal      | Principal      | Principal      | Principal |
| Danai Gurira           | Michonne                   |                | D              | Principal      | Principal      | Principal      | Principal      | Principal      | Principal      | Principal      | Principal      | I.E.      |
| Michael Rooker         | Merle Dixon                | Invitado       | Invitado       | Principal      |                |                |                |                |                |                |                | Flashback |
| David Morrissey        | Phillip "Gobernador" Blake |                |                | Principal      | Principal      | I.E.           |                |                |                |                |                | Flashback |
| Melissa McBride        | Carol Peletier             | R              | Coprotagonista | Coprotagonista | Principal      | Principal      | Principal      | Principal      | Principal      | Principal      | Principal      | Principal |
| Scott Wilson           | Hershel Greene             |                | R              | C.P            | Principal      |                |                | F              |                | I.E.           |                | Flashback |
| Michael Cudlitz        | Abraham Ford               |                |                |                | R              | Principal      | Principal      | Principal      |                | Voz            | F              | Voz       |
| Emily Kinney           | Beth Greene                |                | Recurrente     | Recurrente     | C.P            | Principal      |                | F              |                | Voz            |                | Flashback |
| Chad L. Coleman        | Tyreese Williams           |                |                | R              | C.P            | Principal      |                | F              |                |                |                | Flashback |
| Lennie James           | Morgan Jones               | I              |                | I.E.           |                | R              | Principal      | Principal      | Principal      | Voz            |                | Voz       |
| Sonequa Martin-Green   | Sasha Williams             |                |                | R              | Coprotagonista | Coprotagonista | Principal      | Principal      | F              | I.E.           | F              | Voz       |
| Jeffrey Dean Morgan    | Negan Smith                |                |                |                |                |                | I.E.           | Principal      | Principal      | Principal      | Principal      | Principal |
| Alanna Masterson       | Tara Chambler              |                |                |                | R              | Coprotagonista | Coprotagonista | Principal      | Principal      | Principal      |                | Flashback |
| Josh McDermitt         | Eugene Porter              |                |                |                | R              | Coprotagonista | Coprotagonista | Principal      | Principal      | Principal      | Principal      | Principal |
| Christian Serratos     | Rosita Espinosa            |                |                |                | R              | Coprotagonista | Coprotagonista | Principal      | Principal      | Principal      | Principal      | Principal |
| Seth Gilliam           | Gabriel Stokes             |                |                |                |                | Coprotagonista | Coprotagonista | Coprotagonista | Principal      | Principal      | Principal      | Principal |
| Ross Marquand          | Aaron                      |                |                |                |                | R              | Coprotagonista | Coprotagonista | Principal      | Principal      | Principal      | Principal |
| Katelyn Nacon          | Enid                       |                |                |                |                | I              | Recurrente     | Recurrente     | C.P            | Principal      | D              | Flashback |
| Tom Payne              | Paul "Jesús" Rovia         |                |                |                |                |                | R              | Coprotagonista | Coprotagonista | Principal      |                | Flashback |
| Khary Payton           | Ezekiel Sutton             |                |                |                |                |                |                | R              | C.P            | Principal      | Principal      | Principal |
| Samantha Morton        | "Alpha"                    |                |                |                |                |                |                |                |                | Principal      | Principal      | Flashback |
| Ryan Hurst             | Half Moon / "Beta"         |                |                |                |                |                |                |                |                | R              | Principal      | Flashback |
| Cooper Andrews         | Jerry                      |                |                |                |                |                |                | Recurrente     | Recurrente     | Recurrente     | C.P            | Principal |
| Callan McAuliffe       | Alden                      |                |                |                |                |                |                |                | R              | Coprotagonista | Coprotagonista | Principal |
| Avi Nash               | Siddiq                     |                |                |                |                |                |                |                | R              | Principal      | Principal      | Flashback |
| Matt Lintz             | Henry Peletier             |                |                |                |                |                |                | R              | R              | Principal      | I              |           |
| Eleanor Matsuura       | Yumiko Okumura             |                |                |                |                |                |                |                |                | Coprotagonista | Coprotagonista | Principal |
| Lauren Ridloff         | Connie                     |                |                |                |                |                |                |                |                | R              | C.P            | Principal |
| Cailey Fleming         | Judith Grimes              |                |                | [ nota 7 ]     | [ nota 7 ]     | [ nota 7 ]     | [ nota 7 ]     | [ nota 7 ]     | [ nota 7 ]     | R              | C.P            | Principal |
| Nadia Hilker           | Magna                      |                |                |                |                |                |                |                |                | R              | C.P            | Principal |
| Cassady McClincy       | Lydia                      |                |                |                |                |                |                |                |                | R              | C.P            | Principal |
| Angel Theory           | Kelly                      |                |                |                |                |                |                |                |                | Recurrente     | Recurrente     | Principal |
| Paola Lázaro           | Juanita "Princesa" Sanchez |                |                |                |                |                |                |                |                |                | R              | Principal |
| Michael James Shaw     | Michael Mercer             |                |                |                |                |                |                |                |                |                |                | Principal |
| Josh Hamilton          | Lance Hornsby              |                |                |                |                |                |                |                |                |                |                | Principal |
| Laila Robins           | Pamela Milton              |                |                |                |                |                |                |                |                |                |                | Principal |
|                        |                            |                |                |                |                |                |                |                |                |                |                |           |
| IronE Singleton        | T-Dog                      | Coprotagonista | Coprotagonista | Coprotagonista |                |                |                |                |                |                |                | I         |
| Emma Bell              | Amy Harrison               | Coprotagonista |                | I              |                |                |                |                |                | I              |                | I         |
| Lawrence Gilliard Jr.  | Bob Stookey                |                |                |                | Coprotagonista | Coprotagonista |                | F              |                |                |                | Flashback |
| Andrew J. West         | Gareth                     |                |                |                | I              | C.P            |                |                |                |                |                |           |
| Alexandra Breckenridge | Jessie Anderson            |                |                |                |                | R              | C.P            | F              |                |                |                |           |
| Austin Nichols         | Spencer Monroe             |                |                |                |                | R              | Coprotagonista | Coprotagonista |                |                |                | Flashback |
| Tovah Feldshuh         | Deanna Monroe              |                |                |                |                | R              | C.P            | F              |                |                |                | Flashback |
| Austin Amelio          | Dwight                     |                |                |                |                |                | R              | Coprotagonista | Coprotagonista |                | Flashback      | Flashback |
| Xander Berkeley        | Gregory                    |                |                |                |                |                | I              | Coprotagonista | Coprotagonista | Coprotagonista |                |           |
| Steven Ogg             | Simon                      |                |                |                |                |                | I              | R              | C.P            |                | Flashback      | Flashback |
| Pollyanna McIntosh     | Anne / "Jadis"             |                |                |                |                |                |                | R              | Coprotagonista | Coprotagonista |                | Flashback |
| Lynn Collins           | Leah Shaw                  |                |                |                |                |                |                |                |                |                | I              | C.P       |
| Margot Bingham         | Max Mercer / "Stephanie"   |                |                |                |                |                |                |                |                | Voz            | Voz            | C.P       |

Notas:
1. 1 2  Steven Yeun y Michael Cudlitz son acreditados como principal en el primer episodio de la séptima temporada.
2. ↑  Cohan es acreditada como miembro del elenco principal hasta el quinto episodio de la novena temporada, luego como estrella invitada especial en el decimosexto episodio de la décima temporada y es acreditada como principal de nuevo a partir del decimoséptimo episodio.
3. 1 2 3  McDermitt, Serratos y Masterson figuran en el episodio uno de la séptima temporada en «También protagoniza».
4. ↑  Payton aparece en la lista del episodio uno al cinco de la temporada nueve en «También protagoniza».
5. ↑  Matsuura, Ridloff, Fleming, Hilker, McClincy, Lazaro, Shaw, Hamilton y Robins aparecen en la sección «También protagoniza» hasta el episodio dieciseis de la undecima temporada.
6. ↑  Matsuura, Ridloff, Fleming, Hilker, McClincy, Lazaro, Shaw, Hamilton y Robins aparecen en la sección «También protagoniza» hasta el episodio dieciseis de la undecima temporada.
7. ↑  Múltiples bebés interpretaron a Judith desde la temporada tres a la nueve, nunca fueron acreditadas.
8. ↑  Matsuura, Ridloff, Fleming, Hilker, McClincy, Lazaro, Shaw, Hamilton y Robins aparecen en la sección «También protagoniza» hasta el episodio dieciseis de la undecima temporada.
9. ↑  Matsuura, Ridloff, Fleming, Hilker, McClincy, Lazaro, Shaw, Hamilton y Robins aparecen en la sección «También protagoniza» hasta el episodio dieciseis de la undecima temporada.
10. ↑  Matsuura, Ridloff, Fleming, Hilker, McClincy, Lazaro, Shaw, Hamilton y Robins aparecen en la sección «También protagoniza» hasta el episodio dieciseis de la undecima temporada.
11. ↑  Theory es acreditada como personaje recurrente hasta el episodio dieciseis de la undecima temporada.
12. ↑  Matsuura, Ridloff, Fleming, Hilker, McClincy, Lazaro, Shaw, Hamilton y Robins aparecen en la sección «También protagoniza» hasta el episodio dieciseis de la undecima temporada.
13. ↑  Matsuura, Ridloff, Fleming, Hilker, McClincy, Lazaro, Shaw, Hamilton y Robins aparecen en la sección «También protagoniza» hasta el episodio dieciseis de la undecima temporada.
14. ↑  Matsuura, Ridloff, Fleming, Hilker, McClincy, Lazaro, Shaw, Hamilton y Robins aparecen en la sección «También protagoniza» hasta el episodio dieciseis de la undecima temporada.
15. ↑  Matsuura, Ridloff, Fleming, Hilker, McClincy, Lazaro, Shaw, Hamilton y Robins aparecen en la sección «También protagoniza» hasta el episodio dieciseis de la undecima temporada.

## Producción

### Desarrollo

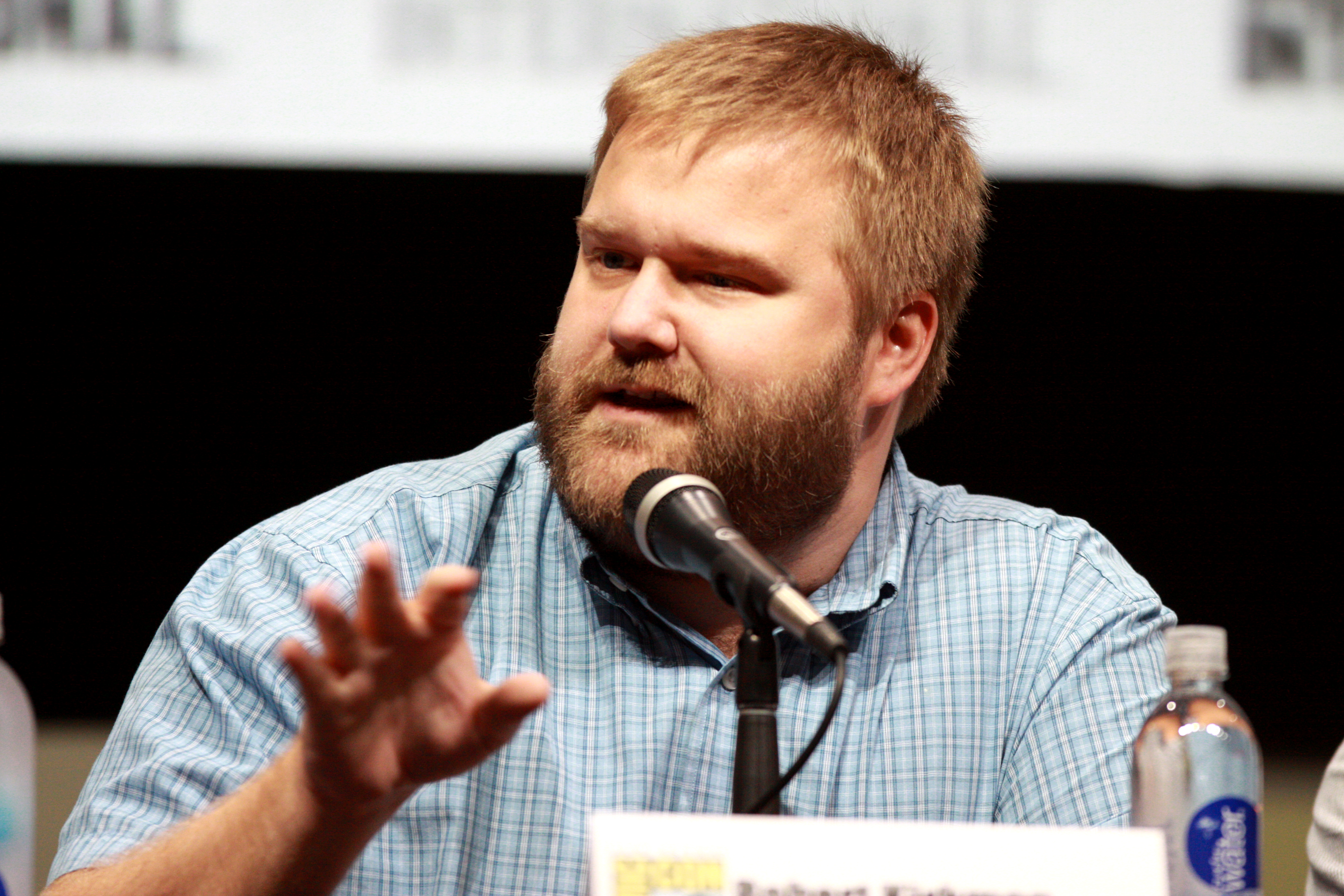
Robert Kirkman, creador del cómic The Walking Dead, productor ejecutivo de la serie y guionista de varios episodios de ésta.

El 20 de enero de 2010, AMC anunció que había ordenado el piloto de una posible adaptación del cómic The Walking Dead supervisada por Frank Darabont y Gale Anne Hurd como productores ejecutivos y Darabont como guionista y director. La decisión de AMC se dio en parte por la riqueza del contenido del material de origen, y el involucramiento de Darabont. Ese mismo mes, un resumen del argumento del episodio piloto atrajo la atención en la industria. El equipo de producción comenzó a grabar el piloto en Atlanta, Georgia el 15 de mayo de 2010 después de que AMC ordenara oficialmente una primera temporada de seis episodios. El resto de los episodios fueron filmados a partir del 2 de junio del 2010 con Darabont actuando como show runner. El 31 de agosto de 2010, Darabont señaló que la serie se renovaría para una segunda temporada, con el inicio de producción programado para febrero de 2011. El 8 de noviembre de 2010, AMC secundó lo dicho por el director y añadió que la temporada constaría de 13 episodios. El 25 de octubre de 2011 AMC anunció que había ordenado una tercera temporada: «La segunda temporada sigue ofreciendo las transmisiones más fuertes para ningún tipo de drama en la historia del cable básico». El 21 de diciembre de 2012, la cadena anunció una cuarta temporada y el 29 de octubre de 2013 la producción de una quinta parte.

### Música
Bear McCreary está a cargo de la composición de la música de la serie. El músico manifestó que el tema principal está basado en su visión del diseño de producción de la secuencia de apertura. En lugar de componer una pieza musical completa como en sus trabajos anteriores, McCreary se inclinó por hacer un motivo simple y repetitivo.

[El tema] se repite una y otra vez, de hecho en el episodio piloto puedes escucharlo incluso antes de que la secuencia de apertura comience, y esto es algo que continúa así de episodio a episodio. La música se escucha antes de que comience la secuencia, así que lo anticipas. Para mí, eso es como el pequeño anzuelo, es decir, ese pequeño elemento que, cuando quiera que lo escuches, te engancha a la serie.
Bear McCreary.

### Rodaje
La filmación de The Walking Dead se lleva a cabo en el estado de Georgia, en su mayoría. Toda la serie está rodada en un formato de 16 mm. David Tattersall se encargó de dirigir la fotografía del primer episodio, quien fue reemplazado por David Boyd en el resto de la serie. El diseño de producción es construido por Greg Melton y Alex Hajdu. El equipo de los efectos visuales está conformado por el diseñador veterano Gregory Nicotero, el coordinador de efectos especiales Darrell Pritchett, y los supervisores de efectos Sam Nicholson y Jason Sperling.

## Promoción

### En todo el mundo
The Walking Dead se estrenó durante la misma semana en 120 países. Como parte de una campaña amplia para el estreno, los canales internacionales AMC y Fox se coordinaron en hacer un evento de "invasión zombi" en todo el mundo el 26 de octubre de 2010. La maniobra estuvo en 28 ciudades principales, comenzando en Taipéi y terminando en Los Ángeles para el estreno en Estados Unidos, en un período de 24 horas.

### En Internet
La página web oficial de la serie lanzó, justo antes del San Diego Comic-Con International 2010, una historieta basada en la edición n.º 1 del cómic original. La página también publicó un documental principalmente sobre el primer episodio, así como una serie de videos detrás de cámaras y entrevistas. En el documental, el creador del cómic, el productor ejecutivo del show Robert Kirkman y también Charlie Adlard dijeron que están contentos con que la serie siga la trama del cómic, comentando las similitudes entre los actores y los dibujos originales del cómic.
En noviembre de 2011, se lanzaron a la venta figuras de acción basadas en los personajes de la historia, incluyendo a Rick Grimes, Daryl Dixon y un «walker». Las figuras, fabricadas por McFarlane Toys, están diseñadas a base de los aspectos físicos de los actores del programa. Otras figuras basadas en los personajes del cómic fueron comercializadas en septiembre de 2011.

## Franquicia y series derivadas

### Episodios web
Hasta la fecha, se han lanzado a través del sitio web de AMC cuatro series web basadas en The Walking Dead: Torn Apart (2011), Cold Storage (2012), The Oath (2013) y Red Machete (2017).

### Talking Dead
Una presentación de televisión en vivo, emitida después de los episodios, titulada Talking Dead se estrenó en AMC el 16 de octubre de 2011, tras el estreno de la segunda temporada de The Walking Dead. Talking Dead presenta al presentador Chris Hardwick discutiendo el episodio más reciente con fanáticos, actores y productores de The Walking Dead.

### Películas
Después de la salida de Andrew Lincoln como Rick Grimes durante la novena temporada, el director de contenido Scott Gimple declaró que planean crear tres películas originales de AMC para explorar eventos relacionados con el personaje de Rick en el futuro, protagonizado por Lincoln, y con la primera que se esperaba que comience producción en 2019. Además de Lincoln, Danai Gurira (Michonne) y Pollyanna McIntosh (Jadis/Anne) también protagonizarán estas películas. Gimple declaró que estas no serán simplemente episodios extendidos, ni intentarán adaptar ninguna de las historias de los cómics, sino que involucrarán en gran medida a Kirkman en su desarrollo. Las películas serán lanzadas en cines por Universal Pictures.
Se espera que las películas sigan a un grupo conocido como los Three Rings (Tres Anillos), una fuerza militarista que se ve a sí misma como el futuro de la humanidad. Esta es la fuerza con la que Jadis estuvo en contacto y que rescató a Rick al final de «What Comes After», el grupo que Michonne ve al final de «What We Become», el grupo del que Isabella es parte en el episodio «The End of Everything» de Fear the Walking Dead, y los adolescentes de The Walking Dead: World Beyond serán de una de las comunidades creadas por los Tres Anillos.

### Series derivadas

#### Fear the Walking Dead
Fear the Walking Dead es una serie complementaria de The Walking Dead, desarrollada por AMC. AMC comenzó el desarrollo de la serie alrededor de septiembre de 2013 y se comprometió a emitir dos temporadas en marzo de 2015. Fear the Walking Dead se emitió por primera vez el 23 de agosto de 2015.
Fear the Walking Dead, desarrollada por Kirkman, presenta un conjunto diferente de personajes. La serie comienza en el inicio del apocalipsis zombi, y sigue a varias personas que escapan de Los Ángeles mientras los militares intentan poner en cuarentena la ciudad y buscan refugio a lo largo de la costa oeste de los Estados Unidos y México. La cuarta temporada de Fear the Walking Dead presenta un cruce con The Walking Dead, específicamente a través del personaje Morgan Jones (interpretado por Lennie James) que se une al elenco de Fear the Walking Dead después de los eventos de la octava temporada de The Walking Dead. Del mismo modo, Dwight, interpretado por Austin Amelio, se unió a Fear the Walking Dead para su quinta temporada en 2019.

#### The Walking Dead: World Beyond
En abril de 2019, AMC anunció oficialmente que había ordenado una serie de 10 episodios creada por Scott M. Gimple y Matthew Negrete. La serie se centra en la primera generación de niños que han crecido durante el apocalipsis zombi que se hacen llamar «Endlings», y son conscientes de cómo sobrevivir si se enfrentan a ellos, pero otros han sido criados detrás de las paredes y nunca han experimentado la supervivencia. La producción comenzó en julio de 2019 en Richmond, Virginia, con Jordan Vogt-Roberts dirigiendo el piloto. La serie está protagonizada por Aliyah Royale, Alexa Mansour, Annet Mahendru, Nicolas Cantu, Hal Cumpston, Nico Tortorella y Julia Ormond. La serie se estrenará en 2020 y solo consistirá de dos temporadas.

#### Tales of the Walking Dead
En septiembre de 2020, AMC anunció que ellos y Gimple han estado desarrollando una serie de antología episódica que se basarán en personajes nuevos o existentes que explorarán sus historias de fondo.

#### The Walking Dead: Dead City
En marzo de 2022, AMC dio luz verde oficialmente a Isle of the Dead, protagonizada por Morgan y Cohan como sus personajes Negan y Maggie, respectivamente. También son productores ejecutivos con Eli Jorné, quien se desempeña como showrunner. La serie estará ambientada en Manhattan. En agosto de 2022, la serie fue retitulada como The Walking Dead: Dead City. La serie de seis episodios se estrenó en junio de 2023.

#### The Walking Dead: Daryl Dixon
En septiembre de 2020 también se anunció una serie creada por Angela Kang y Scott M. Gimple con Reedus sirviendo como protagonista en su personaje Daryl, con planes de emitirse en 2023 después de la conclusión de la undécima temporada de la serie principal.

#### The Walking Dead: The Ones Who Live
Tras la partida de Andrew Lincoln como Rick Grimes durante la novena temporada, el director de contenido Scott Gimple declaró que planean crear tres películas originales de AMC para explorar eventos relacionados con el personaje de Rick en el futuro, protagonizada por Lincoln, y se espera que la primera comience. producción en 2019. Además de Lincoln, Danai Gurira (Michonne) y Pollyanna McIntosh (Jadis / Anne) también estaban programadas para protagonizar estas películas. Gimple declaró que estos no serían simplemente episodios extendidos, ni intentarían adaptar ninguna de las historias cómicas, sino que involucrarían en gran medida a Kirkman en su desarrollo. Las películas estaban programadas para estrenarse en los cines por Universal Pictures. Sin embargo, en la Comic-Con de San Diego de 2022, se anunció que las películas ahora se están transformando en una miniserie de seis episodios protagonizada por Lincoln y Gurira. La serie concluirá la historia de Rick y Michonne siguiendo la conclusión de la serie principal. La serie de seis episodios se estrenará en 2023. La serie tiene lugar después de los eventos del quinto episodio de la novena temporada, "What Comes After" y el decimotercer episodio de la décima temporada "What We Become", y presenta una "historia de amor épica de dos personajes cambiados por un mundo cambiado". La serie comenzará a filmarse en enero de 2023 y Gurira confirmó que sería escritora de la serie y sería acreditada como cocreadora junto con Gimple.

### Otros
Wizards of the Coast trabajó con AMC para incluir personajes y elementos de The Walking Dead en Magic: El encuentro como parte de un juego de cartas de «Secret Lair» del 2020, dado que el juego de cartas ya había tenido la idea de los zombis dentro del juego.

### Parodias
Debido a su popularidad, The Walking Dead ha inspirado docenas de parodias presentadas en canales de YouTube como Bad Lip Reading y series de televisión como Saturday Night Live y Mad TV. Bad Lip Reading hizo una parodia muy visualizada sobre Rick y el Gobernador, titulada «La-Bibbida-Bibba-Dum». Al elenco de la serie se le mostró la parodia en la San Diego Comic Con de 2013, y David Morrissey, quien interpretó al Gobernador, reaccionó diciendo que ahora entendía por qué tanta gente se le acercaba en la calle y gritaba: «Hey, La-Bibbida-Bibba-Dum!». Hasta que vio el vídeo, se preguntó: «¿qué le pasa a estas personas?». The Walking Dead también ha sido representada como una actuación de comedia en vivo por el comediante inglés Dan Willis en el Festival de Edimburgo. Una película parodia llamada The Walking Deceased se estrenó en 2015. En el videojuego Tekken 7,cuando se revela a Negan como DLC este hace a los combatientes a arrodillarse haciendo una parodia al último episodio de la sexta temporada Last Day on Earth.

## Lanzamiento

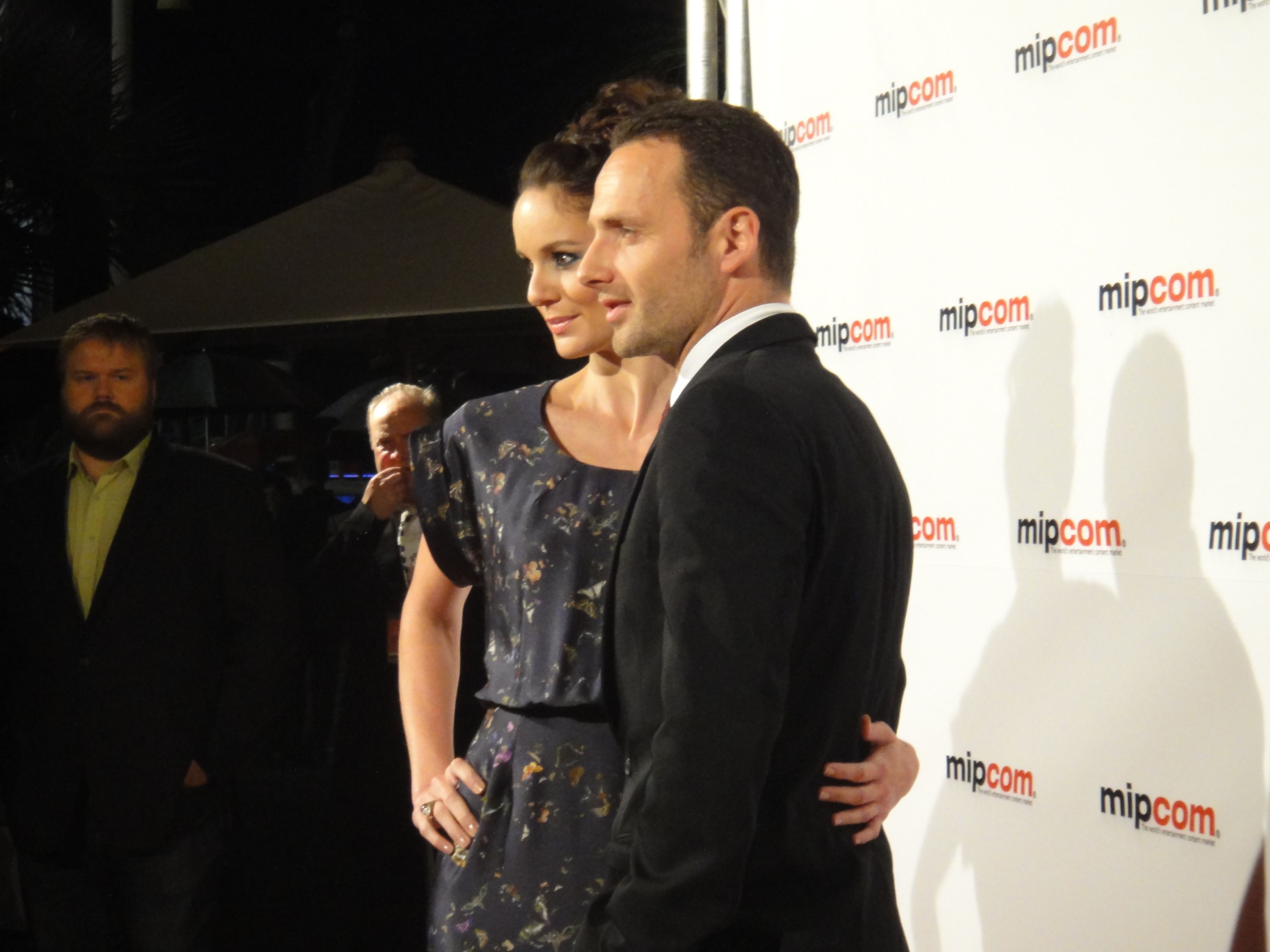
Sarah Wayne Callies y Andrew Lincoln en 2010; Robert Kirkman está en el fondo a la izquierda.

Escenas del piloto se proyectaron el 23 de julio de 2010, como parte de la San Diego Comic Con de 2010. Se estrenó en AMC el 31 de octubre de 2010 y se estrenó internacionalmente en Fox International Channels durante la primera semana de noviembre. Casi dos semanas antes del estreno oficial en AMC, el episodio piloto se filtró en línea.
Los derechos de emisión internacional de la serie se vendieron y anunciaron el 14 de junio de 2010. La serie se transmite por Fox International Channels en 126 países en 33 idiomas. La quinta temporada debutó su primera parte el 13 de octubre de 2014, la segunda parte se estrenó el 9 de febrero de 2015.

### Versión para el hogar
La primera temporada fue lanzada en DVD y Blu-ray el 8 de marzo de 2011. El 4 de octubre de 2011 se lanzó en DVD y Blu-ray una edición especial de tres discos de la primera temporada, con nuevas presentaciones y comentarios de audio. Las versiones europeas de la primera temporada en DVD y Blu-ray están editadas por gore, con cortes en los episodios dos («Guts»), tres («Tell It to the Frogs»), cuatro («Vatos») y cinco («Wildfire»). La primera temporada fue relanzada en Alemania por eOne/WVG como una versión especial sin cortes en DVD y Blu-ray el 31 de mayo de 2013.
El 28 de agosto de 2012 se lanzó el DVD y Blu-ray de la segunda temporada. También se lanzó como un Blu-ray de edición limitada, empaquetado como una cabeza de zombi en miniatura diseñada por McFarlane Toys. Las presentaciones especiales incluyen comentarios de audio, escenas eliminadas, episodios web, entre otros.
La tercera temporada en DVD y Blu-ray se lanzó el 27 de agosto de 2013. También se lanzó como una edición limitada en Blu-ray, empaquetada como una versión en miniatura del tanque del acuario con cabeza de zombi del Gobernador diseñado por Greg Nicotero y esculpido por McFarlane Toys. Las presentaciones especiales incluyen comentarios de audio, escenas eliminadas, entre otros.
El DVD y Blu-ray de la cuarta temporada se lanzó el 26 de agosto de 2014. También se lanzó como un Blu-ray de edición limitada, empaquetado con tres caminantes diseñado por McFarlane Toys. Las presentaciones especiales incluyen comentarios de audio, escenas eliminadas, entre otros, así como episodios extendidos que son exclusivos del Blu-ray.
La quinta temporada en DVD y Blu-ray se lanzó el 25 de agosto de 2015, la sexta temporada en DVD y Blu-ray se lanzó el 23 de agosto de 2016, la séptima temporada en DVD y Blu-ray se lanzó el 22 de agosto de 2017, la octava en DVD y Blu-ray se lanzó el 21 de agosto de 2018, y la novena temporada en DVD y Blu-ray se lanzó el 20 de agosto de 2019.
Anchor Bay Entertainment distribuyó el lanzamiento de la versión para el hogar de las primeras seis temporadas, y Lionsgate Home Entertainment distribuyó el lanzamiento de la versión para el hogar para la séptima temporada en los Estados Unidos. El lanzamiento internacional de la versión para el hogar fue distribuido por Entertainment One.

### Sindicación
MyNetworkTV adquirió los derechos de sindicación de emisión de la serie en Estados Unidos, siendo estrenada el 1 de octubre de 2014. La versión que se emite en MyNetworkTV se edita para cumplir con los estándares de la televisión abierta.

## Recepción

### Recepción crítica
| Temporada | Temporada | Rotten Tomatoes    | Metacritic      |
| --------- | --------- | ------------------ | --------------- |
|           | 1         | 87 % (29 reseñas)  | 82 (25 reseñas) |
|           | 2         | 80 % (24 reseñas)  | 80 (22 reseñas) |
|           | 3         | 88 % (33 reseñas)  | 82 (19 reseñas) |
|           | 4         | 83 % (31 reseñas)  | 75 (16 reseñas) |
|           | 5         | 90 % (31 reseñas)  | 80 (11 reseñas) |
|           | 6         | 76 % (24 reseñas)  | 79 (10 reseñas) |
|           | 7         | 66 % (15 reseñas)  | —               |
|           | 8         | 65 % (16 reseñas)  | —               |
|           | 9         | 89 % (20 reseñas)  | 72 (4 reseñas)  |
|           | 10        | 77 % (287 reseñas) | —               |

Las primeras seis temporadas y las temporadas novena y décima de The Walking Dead han sido bien reseñadas por críticos reconocidos, mientras que las temporadas séptima y octava recibieron más críticas mixtas. En Rotten Tomatoes, la serie tiene una calificación promedio del 81 %.
Para la primera temporada, el 87 % de los 29 críticos de Rotten Tomatoes le dieron una reseña positiva, con un puntaje promedio de 7.32/10. El consenso del sitio dice: «Salpicado de sangre, emocionalmente resonante e intenso, The Walking Dead le da un giro inteligente al tan usado subgénero zombi». Metacritic le dio a la primera temporada 82/100 basándose en 25 reseñas, 23 de las cuales fueron positivas, dos mixtas y ninguna negativa.
Para la segunda temporada, el 80 % de las 24 reseñas de Rotten Tomatoes fueron positivas, con un puntaje promedio de 8.08/10. El consenso del sitio dice: «La segunda temporada de The Walking Dead desarrolla a los personajes mientras mantiene la agotadora tensión y la sangre que hicieron que el programa fuera un éxito». De las 22 reseñas de Metacritic, 18 fueron positivas, cuatro mixtas y ninguna fue negativa; su puntaje promedio fue 80/100. Las primeras críticas a la serie se centraron en el lento ritmo de la segunda temporada, particularmente en la primera mitad. Ken Tucker, de Entertainment Weekly, describió la serie como «una telenovela nocturna», comparándola con «una parodia de una obra de Samuel Beckett» que tenía muy poco sentido de dirección y pocas apariciones de caminantes. Nate Rawlings de la sección de entretenimiento en línea de Time señaló que «el ritmo durante la primera mitad de esta temporada ha sido brutalmente lento. [...] Intentaron desarrollar individualmente a los personajes, pero cada subtrama destinada a agregar una capa a un personaje se resolvieron rápidamente». Las reseñas posteriores de otros críticos, como Scott Wampler de Collider.com, reconocieron la mayor calidad de la segunda mitad, afirmando que «parecía mucho más intenso, más interesante, mejor escrito». Reconociendo la temporada en general, Kevin Yeoman de Screen Rant elogió diciendo que «los escritores lograron liberarse de la monotonía intermitente provocada por la naturaleza serial del programa».
La tercera temporada tuvo el 88 % de los 33 críticos de Rotten Tomatoes que le dieron una reseña positiva, con un puntaje promedio de 7.86/10. El consenso del sitio dice, «el terror palpable y las emociones viscerales continúan en la tercera temporada de The Walking Dead, junto con el sentido más profundo de las personas que habitan en su paisaje apocalíptico». Las 19 reseñas de Metacritic calificaron a la temporada con un 82/100, todas siendo críticas positivas.
Para la cuarta temporada, el 83 % de las 31 reseñas de Rotten Tomatoes fueron positivas, con un puntaje promedio de 7.62/10. El consenso del sitio declara: «Consistentemente emocionante, con un sólido desarrollo de personajes y suficiente sangre para complacer a los fanáticos de Grindhouse, esta temporada de The Walking Dead continúa demostrando por qué es uno de los mejores programas de terror en la televisión». Metacritic le dio a la temporada un 75/100 basándose en 16 reseñas, 13 de las cuales fueron positivas, tres mixtas y ninguna negativa.
La quinta temporada tuvo el 90 % de las 31 reseñas de Rotten Tomatoes que la calificaron positivamente, con un puntaje promedio de 7.86/10. El consenso del sitio dice: «Gracias a una dosis liberal de acción sangrienta y propulsora y suficientes momentos convincentes para recompensar a los fanáticos de toda la vida, la quinta temporada de The Walking Dead continúa ofreciendo entretenimiento de primer nivel». Metacritic le dio a la quinta temporada un 80/100 basándose en 11 reseñas, de las cuales todas fueron positivas.
Para la sexta temporada, el 76 % de las 24 reseñas de Rotten Tomatoes fueron positivas, con un puntaje promedio de 7.35/10. El consenso del sitio dice: «A seis temporadas, The Walking Dead todavía está buscando formas de superarse, a pesar de los lentos parches que hacen poco para avanzar en la trama». Metacritic le dio a la sexta temporada 79/100 basándose en 10 reseñas, nueve de las cuales fueron positivas, una mixta y ninguna negativa.
Para la séptima temporada, el 64 % de las 15 reseñas de Rotten Tomatoes la calificaron positivamente, con un puntaje promedio de 6.97/10. El consenso del sitio es: «El aumento de la profundidad de los personajes y la construcción efectiva del mundo ayuda a The Walking Dead a superar una fatigante dependencia de la violencia excesiva y gratuita».
Para la octava temporada, el 64 % de las 16 reseñas de Rotten Tomatoes la calificaron positivamente, con un puntaje promedio de 6.68/10. El consenso del sitio establece que «la octava temporada de The Walking Dead energiza a sus personajes con un poco de angustia y acción muy necesarias, aunque en ocasiones aún es entrecortada y carece de progresos en la trama».
Para la novena temporada, el 91 % de las 20 reseñas de Rotten Tomatoes fueron positivas, con un puntaje promedio de 7.22/10. El consenso del sitio dice: «A nueve temporadas, The Walking Dead se siente más vivo que nunca, con una tensión aumentada y un ritmo renovado que rejuvenece esta larga franquicia». Metacritic le dio a la novena temporada 72/100 basándose en 4 reseñas, 3 de las cuales fueron positivas, una mixta y ninguna negativa.
Para la décima temporada, el 91 % de las 286 reseñas de Rotten Tomatoes fueron positivas, con un puntaje promedio de 7.29/10. El consenso del sitio dice: «Unos pocos cambios delante y detrás de cámara permiten que TWD cree espacio para nuevas historias convincentes y algunos nuevos adversarios realmente aterradores».
En 2013, TV Guide clasificó a The Walking Dead como el programa de ciencia ficción número 8.

### Comentarios sobre la diversidad
Algunos críticos han comentado sobre la creciente diversidad de la serie. Este enfoque fue inicialmente aplaudido por los comentaristas, pero algunos más tarde afirmaron que había alcanzado lo que describieron como «masa crítica». A partir de 2015, algunos comenzaron a preguntarse si el programa estaba en peligro de volverse «demasiado diverso». Robert Kirkman ha discutido la creciente diversidad del programa y los cómics. Describió cómo lamenta la falta de diversidad en los primeros números de la serie de cómics y explicó cómo habrían sido «mucho más diversos» si los hubiera comenzado ahora.

### Audiencias
Durante su primera temporada, The Walking Dead atrajo entre cuatro y seis millones de espectadores. La audiencia comenzó a aumentar en su segunda temporada. Durante las temporadas tres a seis, atrajo de diez a diecisiete millones de espectadores. En 2012, durante su tercera temporada, se convirtió en la primera serie de cable en la historia de la televisión en tener la mayor audiencia total de todas las series entre adultos de 18 a 49 años. En 2014, la audiencia total para el estreno de la quinta temporada del programa fue de 17.3 millones, lo que lo convierte en el episodio de una serie más visto en la historia del cable. En 2016, un estudio del New York Times de las 50 series de televisión con más me gusta en Facebook descubrió que, como la mayoría de las otras series de zombis, The Walking Dead «es más popular en las zonas rurales, particularmente en el sur de Texas y el este de Kentucky». Las audiencias comenzaron a disminuir durante la séptima temporada y han seguido bajando constantemente, lo que se atribuyó a una variedad de factores, incluida la presunta muerte de Rick. Al final de la temporada nueve, había menos espectadores que en cualquier otro momento desde la primera temporada del programa.
Gracias a la serie original, se genera la idea de crear más series de los personajes originales: como "The walking dead: Daryl Dixon, donde se desarrolla en el continente europeo en el país de Francia, una serie de seis capítulos donde se encuentra una visión diferente de caminantes.
| Temporada | Horario (ET)         | Episodios | Primera emisión       | Primera emisión      | Última emisión         | Última emisión       | Promedio de espectadores (millones) |
| Temporada | Horario (ET)         | Episodios | Fecha                 | Audiencia (millones) | Fecha                  | Audiencia (millones) | Promedio de espectadores (millones) |
| --------- | -------------------- | --------- | --------------------- | -------------------- | ---------------------- | -------------------- | ----------------------------------- |
| 1         | domingos 10:00 p. m. | 6         | 31 de octubre de 2010 | 5,35                 | 5 de diciembre de 2010 | 5,97                 | 5,24                                |
| 2         | domingos 9:00 p. m.  | 13        | 16 de octubre de 2011 | 7,26                 | 18 de marzo de 2012    | 8,99                 | 6,90                                |
| 3         | domingos 9:00 p. m.  | 16        | 14 de octubre de 2012 | 10,87                | 31 de marzo de 2013    | 12,40                | 10,75                               |
| 4         | domingos 9:00 p. m.  | 16        | 13 de octubre de 2013 | 16,11                | 30 de marzo de 2014    | 15,68                | 13,33                               |
| 5         | domingos 9:00 p. m.  | 16        | 12 de octubre de 2014 | 17,30                | 29 de marzo de 2015    | 15,78                | 14,38                               |
| 6         | domingos 9:00 p. m.  | 16        | 11 de octubre de 2015 | 14,63                | 3 de abril de 2016     | 14,19                | 13,15                               |
| 7         | domingos 9:00 p. m.  | 16        | 23 de octubre de 2016 | 17,03                | 2 de abril de 2017     | 11,31                | 11,35                               |
| 8         | domingos 9:00 p. m.  | 16        | 22 de octubre de 2017 | 11,44                | 15 de abril de 2018    | 7,92                 | 7,82                                |
| 9         | domingos 9:00 p. m.  | 16        | 7 de octubre de 2018  | 6,08                 | 31 de marzo de 2019    | 5,02                 | 4,95                                |
| 10        | domingos 9:00 p. m.  | 22        | 6 de octubre de 2019  | 4,00                 | 4 de abril de 2021     | 2,12                 | 3,04                                |

## Premios y nominaciones
The Walking Dead cuenta con un amplio repertorio de premios y nominaciones. En 2011, fue nominada a Mejor nueva serie en los Premios del Sindicato de Guionistas y también a Mejor serie de televisión de drama por los Premios Globo de Oro de 2010. La serie fue nombrada uno de los 10 mejores programas de televisión de 2010 por los Premios American Film Institute de 2010. Para los Premios Saturn de 2010, la serie recibió seis nominaciones: a Mejor presentación de televisión, Andrew Lincoln a Mejor actor en televisión, Sarah Wayne Callies a Mejor actriz en televisión, Steven Yeun por Mejor actor de reparto en televisión, Laurie Holden por Mejor actriz de reparto en televisión y Noah Emmerich por Mejor protagonista invitado en televisión. La serie fue nominada a Mejor serie de drama por los Premios de la Crítica Televisiva de 2011. El episodio piloto «Days Gone Bye» recibió tres nominaciones de los Premios Primetime Emmy de 2011, por Mejor edición de sonido para una serie y Mejores efectos visuales especiales para una serie y ganó por Mejor maquillaje protésico para una serie, miniserie, película o especial. Para los Premios Saturn de 2014, la serie recibió su mayor número de nominaciones, con un total de siete, incluyendo la serie en sí, Andrew Lincoln a Mejor actor en televisión, Norman Reedus al Mejor actor de reparto en Televisión, Emily Kinney y Melissa McBride por Mejor actriz de reparto en televisión, Andrew J. West por Mejor estrella invitada en televisión y Chandler Riggs por Mejor joven intérprete en televisión.